# ディケー
ディケー（古希: Δίκη、古代ギリシア語ラテン翻字: Díkē）は、ギリシア神話に登場する正義の女神。 ホーラー女神3姉妹の1人。長母音を省略してディケとも表記される。
ゼウスとテミスの娘で、エウノミアー、エイレーネーと姉妹。人類を見守り、人類が不正を働いた時にはこれをゼウスに訴えるという。
ヘーシオドスやエラトステネースによれば、おとめ座はディケーが天に上った姿である。彼女はもともと人間たちとともに地上で暮らしていたが、人間たちが悪心を抱くようになるとひとり山中に隠棲し、それでもなお人倫の荒廃がとどまらず戦争や内乱が起こるようになるとすっかり失望して天へと去っていったという。後世の神話の女神アストライアーやローマ神話のユースティティアと同一視される。